# NGC 1549
NGC 1549 este o galaxie eliptică situată în constelația Peștele de Aur. A fost descoperită în 5 noiembrie 1826 de către James Dunlop. Se află la o distanță de 17,38 megaparseci de Pământ.